# داولین وایت
داولین وایت (انگلیسی: Davellyn Whyte؛ زادهٔ ۱۴ مهٔ ۱۹۹۱) بازیکن بسکتبال اهل ایالات متحده آمریکا است.